# Alfreda Markowska
Alfreda Noncia Markowska (10 de maio de 1926 - 30 de janeiro de 2021) foi uma mulher polaca de etnia cigana que durante a Segunda Guerra Mundial salvou cerca de cinquenta crianças judias e ciganas de morrerem no Holocausto e do genocídio de Porajmos, tendo sido condecorada pelo governo polaco por isso.

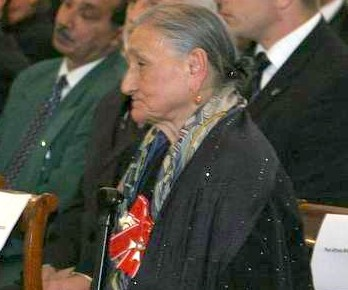
Alfreda Markowska na cerimónia de entrega da Ordem de Polónia Restituta pelo então presidente polaco, Lech Kaczyński.

## Biografia
Markowska nasceu num caravana cigana que percorria uma zona de Stanisławów, na região de Kresy da Segunda República Polaca. Em 1939, quando a Polónia foi invadida pela Alemanha, encontrava-se em Lviv. Após a União Soviética ter invadido também Polónia, no âmbito do Pacto Molotov-Ribbentrop entre Josef Stalin e Adolf Hitler, a sua caravana mudou-se para a parte ocupada pelos alemães.
Em 1941, os alemães assassinaram todos os membros da sua família (entre 65 e 85 pessoas), num massacre que ocorreu perto de Biała Podlaska, e do qual ela foi a única sobrevivente. Passou vários dias, à procura nos bosques locais, da vala comum em que se encontravam os corpos dos seus pais e irmãos. Dirigiu-se a Rozwadów, onde em 1942, casou com apenas 16 anos.
Ela e o marido foram capturados enquanto visitavam Stanisławów, numa rusga feita pela pela polícia ucraniana, que os entregou aos alemães, mas o casal conseguiu escapar. Posteriormente, viram-se obrigados a mudarem-se para os guetos roménios os ciganos, que ficavam nas cidades de Lublin, Łódź e Bełżec. Fogem novamente e regressam a Rozwadów, onde os alemães tinham criado um campo de trabalho para ciganos.

### Missões de resgate
Em Rozwadów, Markowska foi contratada pelo caminho-de-ferro e conseguiu obter uma permissão de trabalho (Kennkarte) que lhe deu alguma protecção contra novas detenções. Dedicou-se a salvar a judeus e ciganos, especialmente meninos, da morte às mãos dos nazi. Viajava até lugares locais onde de populações judias ou ciganas haviam sido massacradas. Lá procurava sobreviventes, levava-os para a casa dela, onde os escondia, e arranjava documentos falsos que os protegiam dos alemães. Calcula-se que salvou cerca de 50 meninos. Anos mais tarde, quando lhe perguntaram por que não tinha tido medo de ajudar, declarou que naquele momento não esperava ela própria não esperava sobreviver à guerra, por isso o medo não tinha sido um problema.
Em 1944, os soviéticos libertaram a zona. Devido à política do Exército Vermelho de recrutar à força os ciganos, Markowska junto com seu marido e alguns dos meninos que tinha salvo (incluindo alguns meninos alemães que haviam fugido dos soldados soviéticos) fugiu, primeiro para o centro de Polónia e depois aos os chamados Territórios Recuperados, que ficam na actual Polónia ocidental.
Depois da guerra, as autoridades comunistas da República Popular da Polónia iniciaram uma campanha para obrigar aos ciganos abandonar o seu estilo de vida tradicional nómada. Como resultado, ela e sua família foram viver, primeiro para perto de Poznan, e após a morte do marido, em Gorzów Wielkopolski.
Em Outubro de 2006, Markowska tornou-se na primeira pessoa de etnia cigana, a ser condecorada com a Cruz de Comandante com a Estrela da Ordem Polónia Restituta, por ter salvo as crianças durante a Segunda Guerra Mundial. Na altura, o então Presidente polaco, Lech Kaczyński, elogiou-a "pelo seu heroísmo e coragem fora do comum e mérito ao salvar vidas humanas".
Markowska morreu no dia 30 de janeiro de 2021, aos 94 anos.